# Clypeodytes fartilis
Clypeodytes fartilis is een keversoort uit de familie waterroofkevers (Dytiscidae). De wetenschappelijke naam van de soort is voor het eerst geldig gepubliceerd in 1951 door Guignot.